# Kildevældskerk
De Kildevældskerk (Deens: Kildevældskirken) is een lutherse kerk in Østerbro, een district van de Deense hoofdstad Kopenhagen. De kerk werd voltooid in 1932.

## Geschiedenis

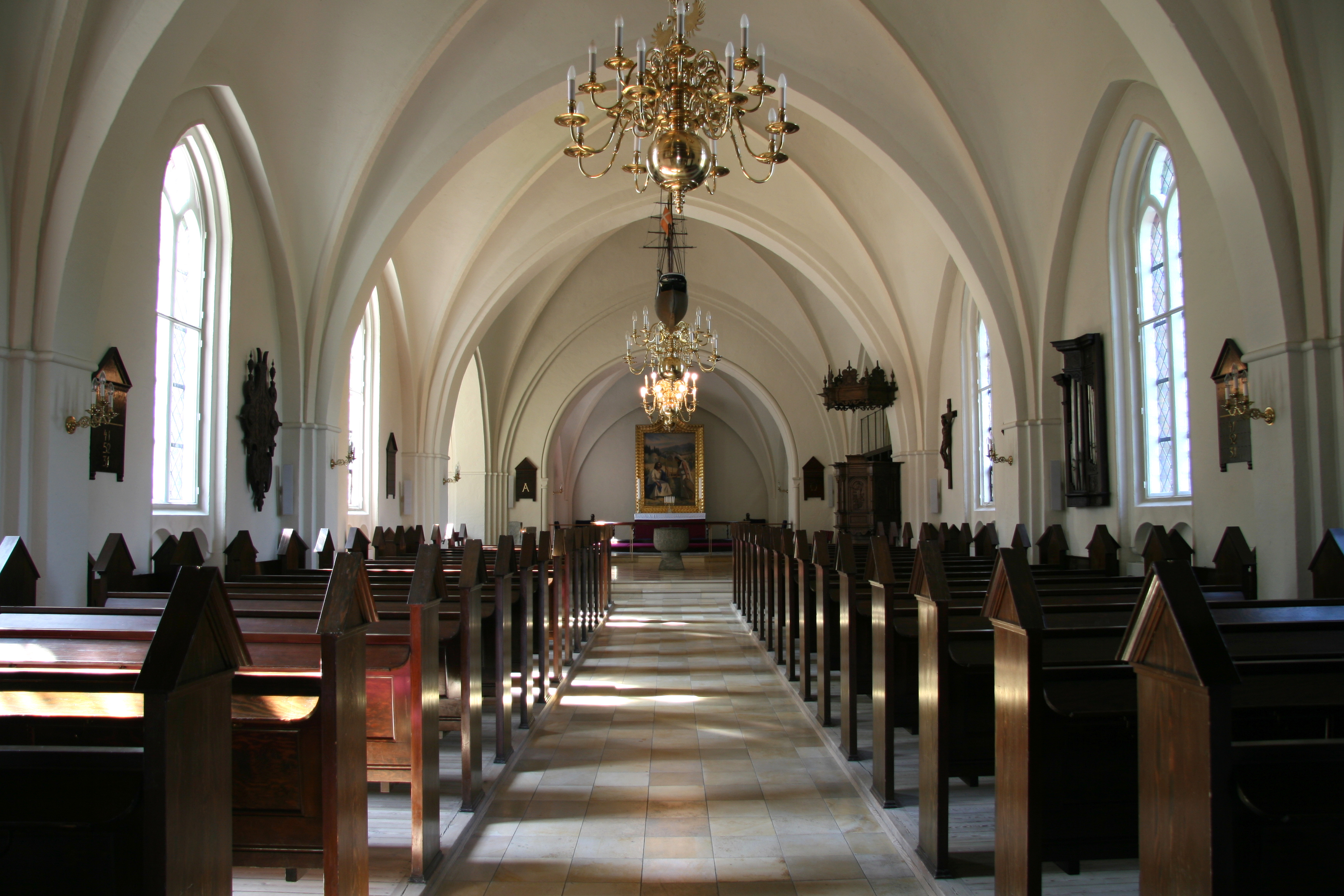
Interieur

In het begin van de jaren 1920 werd de parochie van de Zion's Kerk door de bevolkingsgroei te groot. Ze was uitgegroeid tot de tweede grootste gemeente van Kopenhagen en daarom werd er in 1925 een commissie opgericht met het doel een nieuwe kerk te bouwen. Er werd onmiddellijk begonnen met het verzamelen van de benodigde middelen. Voor het ontwerp werd een wedstrijd uitgeschreven, die werd gewonnen door Paul Staffeldt Matthiesen, een architect die later voor de Deense Kerk Stichting meer kerken mocht ontwerpen. De eerstesteenlegging vond plaats op 29 januari 1930 en op 2 oktober 1932 werd het nieuwe godshuis ingewijd. De twee klokken werden in het kader van het 25-jarig jubileum aangeschaft en zijn afgestemd op de aangrenzende kerkklokken.

## Architectuur
De kerk werd in neogotische stijl ontworpen. De architect verbond bij de keuze voor de materialen de bouwtraditie van een kloosterkerk met die van een Deense dorpskerk. De nostalgische bouwstijl stond in sterk contrast met het toen in de Deense architectuur heersende modernisme. In de kerk bevindt zich een wit gestuct kruisgewelf. Het kerkgebouw heeft een crypte, die via een aparte ingang is te betreden en voor parochiale activiteiten door de kerkleden wordt gebruikt.

## Kerkmeubilair
Het altaarschilderij werd geschilderd door Oscar Matthiesen, de vader van de architect, die ook het schilderij van de Wetgevende Vergadering in de vergaderhal van de Rijksdag in de Christiansborg schilderde. Het schilderij stelt Jezus met de Samaritaanse vrouw voor (Joh. 4:1-42). De preekstoel werd uit hout gesneden en toont drie scènes uit het Bijbelboek Handelingen. Aan de muur naast de preekstoel bevindt zich een kopie van Jens Adolf Jerichau's crucifix, waarvan er ook een te zien is in de Sint-Pauluskerk in Nyboder, in de Jezuskerk in Valby alsook in veel dorpskerken. Het origineel is uit marmer gesneden en bevindt zich in de Ny Carlsberg Glyptotek.

## Afbeeldingen

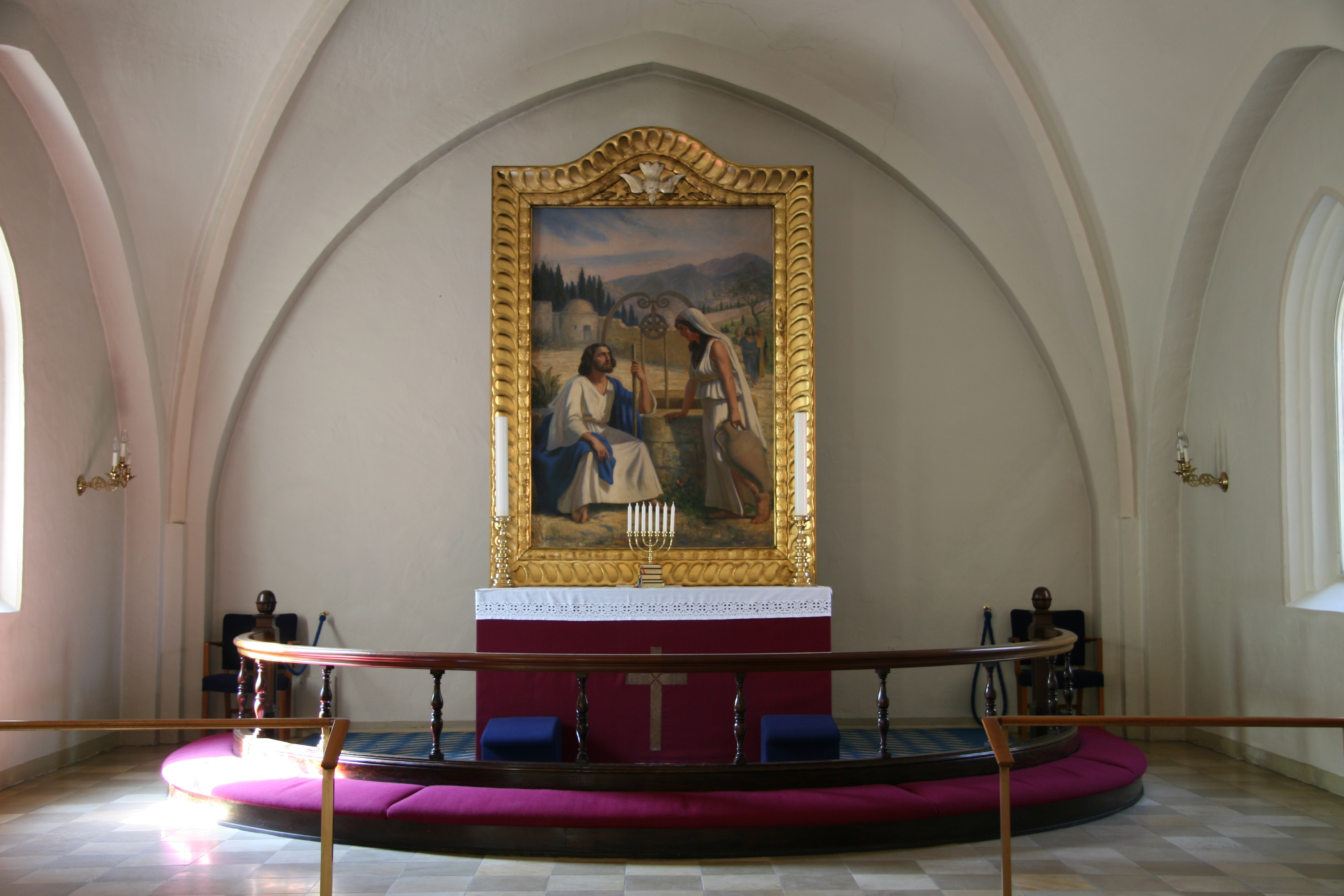
Altaar
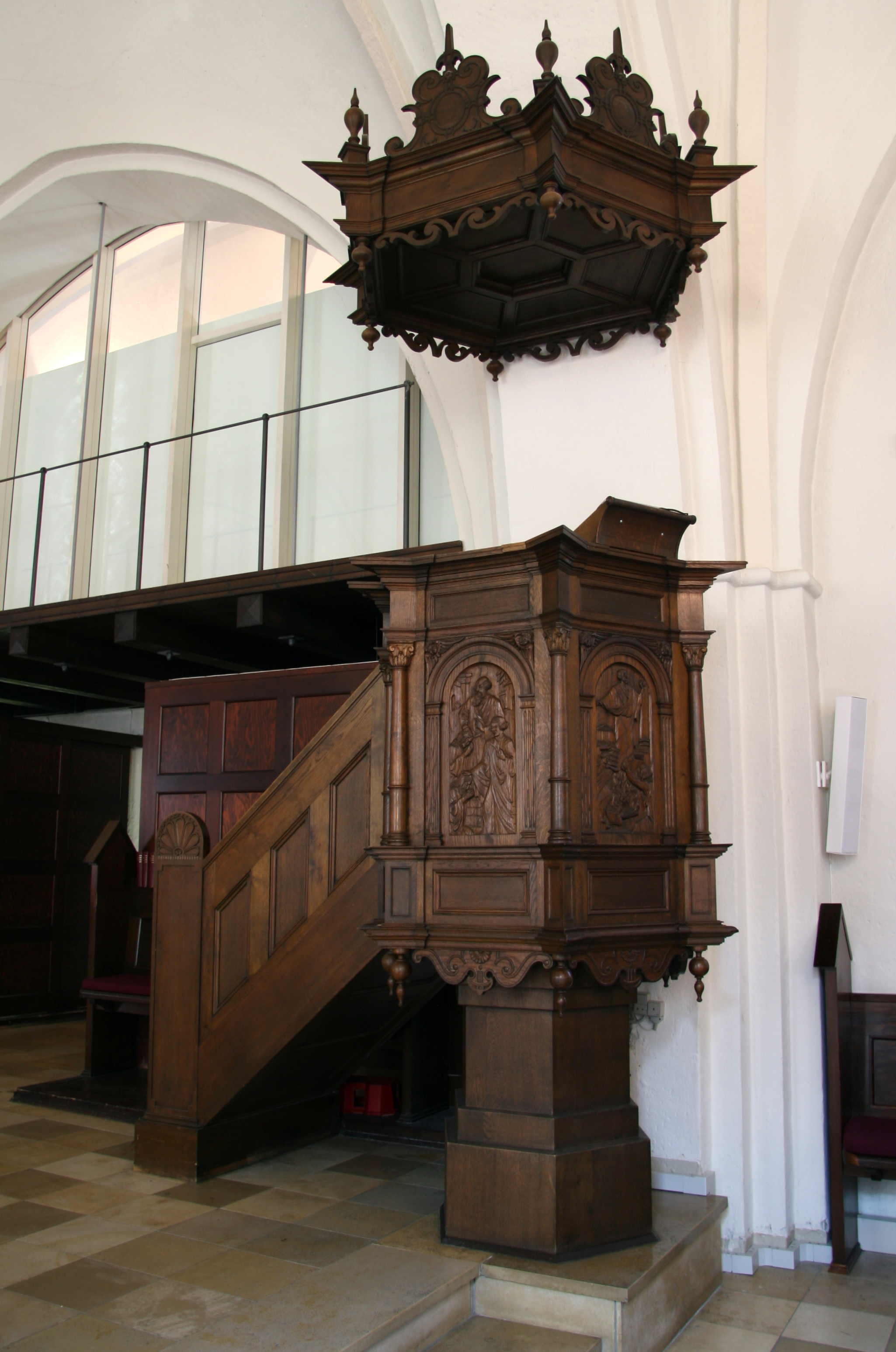
Preekstoel
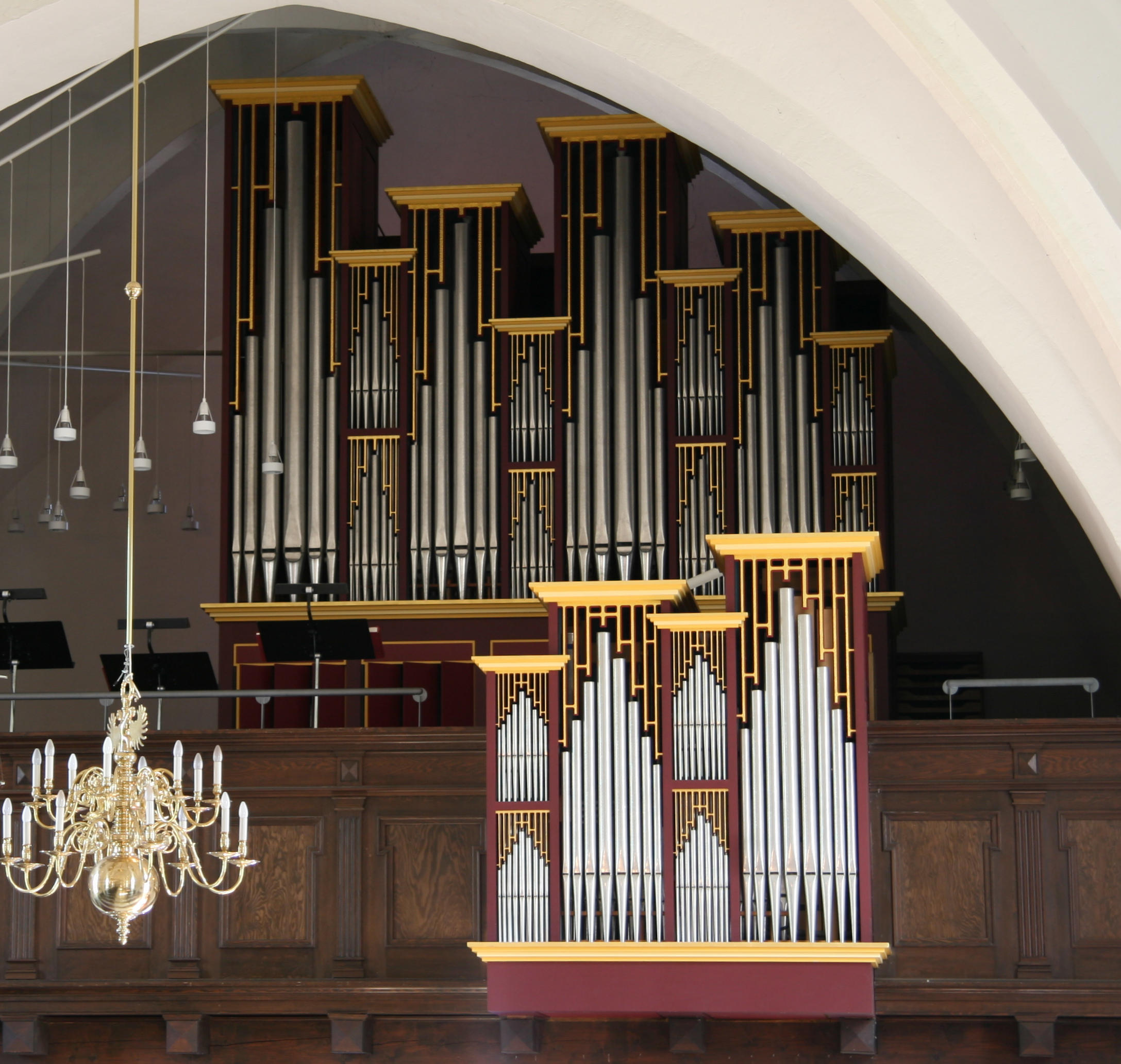
Orgel
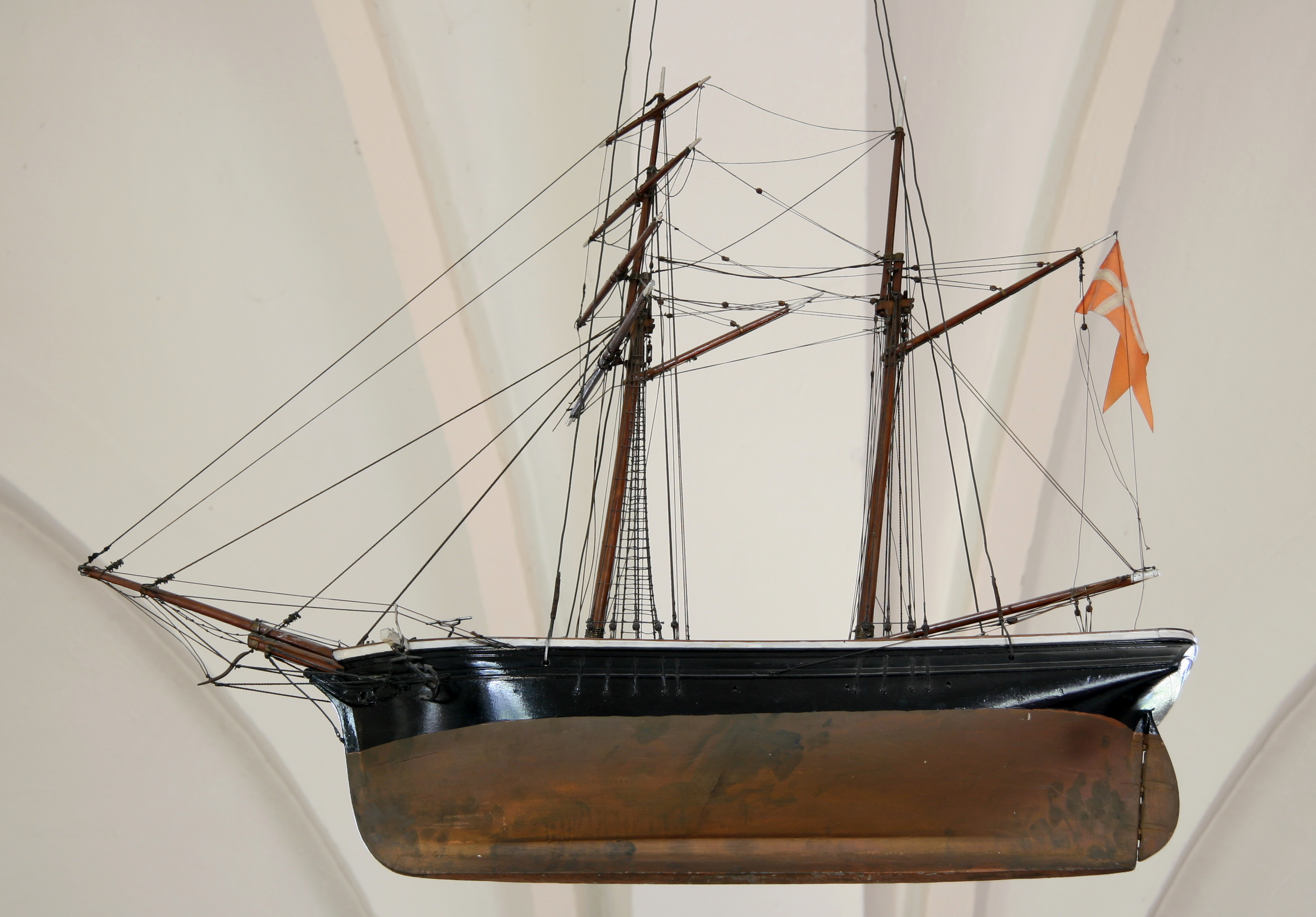
Modelschip